# Brendan Hines
Brendan Hines (Baltimora, 28 dicembre 1976) è un attore e cantautore statunitense.

## Biografia
Debutta come attore nel 2001 al fianco di Elizabeth Banks in Ordinary Sinner, in seguito appare come guest star in serie televisive come Angel e Senza traccia. Nel 2007 è protagonista della commedia romantica Lui, lei e Babydog.
Nel 2008 è apparso nelle serie TV Terminator: The Sarah Connor Chronicles e The Middleman, mentre tra il 2009 e il 2011 fa parte del cast di Lie to Me, nel ruolo di Eli Loker. Nel 2012 ha impersonato il giornalista Gideon Wallace nei primi sei episodi della serie televisiva Scandal.
Hines scrive canzoni e si esibisce con una band sotto il nome di The Brendan Hines. All'inizio del 2008 ha pubblicato un album contenente dieci canzoni intitolato Good For You Know Who.
Nel 2017 entra a far parte del cast principale della serie televisiva The Tick, nel ruolo del supereroe Superian.

## Filmografia parziale

### Cinema
- Ordinary Sinner, regia di John Henry Davis (2001)
- Lui, lei e Babydog (Heavy Petting), regia di Marcel Sarmiento (2007)
- Ragazze da sballo (Deep in the Valley), regia di Christian Forte (2009)

### Televisione
- The Middleman – serie TV, 5 episodi (2008)
- Terminator: The Sarah Connor Chronicles – serie TV, 3 episodi (2008)
- Lie to Me – serie TV, 48 episodi (2009-2011)
- Castle – serie TV, episodio 3x21 (2011)
- Body of Proof – serie TV, 1 episodio (2012)
- Scandal – serie TV, 6 episodi (2012)
- Covert Affairs – serie TV, 1 episodio (2012)
- The Mob Doctor – serie TV, 1 episodio (2012)
- Beauty and the Beast – serie TV, 1 episodio (2013)
- CSI - Scena del crimine (CSI: Crime Scene Investigation) – serie TV, 1 episodio (2013)
- Tradimenti (Betrayal) – serie TV, 5 episodi (2013)
- Suits – serie TV, 7 episodi (2014)
- Scorpion – serie TV, 5 episodi (2014)
- Secrets and Lies – serie TV, 7 episodi (2016)
- The Tick – serie TV (2016-2019)
- MacGyver – serie TV (2018-2021)
- Locke & Key – serie TV (2021-2022)

## Doppiatori italiani
Nelle versioni in italiano dei suoi lavori, Brendan Hines è stato doppiato da:
- Giorgio Borghetti in Lie to Me, Castle, Tradimenti
- Stefano Crescentini in Lui, lei e Babydog
- Dino Lanaro in Ragazze da sballo
- Francesco Pezzulli in Terminator: The Sarah Connor Chronicles
- Massimiliano Manfredi in Secrets and Lies
- Andrea Mete in Scorpion
- Francesco Venditti in Suits
- Paolo De Santis in Scandal
- Guido Di Naccio in The Tick
- Gianfranco Miranda in Locke & Key